# Cédici
Cédici est une maison d'édition canadienne francophone basée à Bas-Caraquet, au Nouveau-Brunswick. L'entreprise distribue 14 journaux et revues, en plus de publier quelques livres.

## Publications

### Actuelles

#### Les Échos
L'Écho de Bas-Caraquet est publié le 15 du mois depuis janvier 1999. Commandité par la municipalité, il a un tirage de 800 exemplaires.
L'Écho de Lamèque est publié le 24 du mois depuis juillet 1999. Commandité par la municipalité, il a un tirage de 1 300 exemplaires.
L'Écho de Le Goulet est publié le 28 du mois depuis mai 1999. Commandité par la municipalité, il a un tirage de 500 exemplaires.
Le Réveil de Miramichi est publié le 4 du mois depuis mars 2002. Commandité par le Carrefour Beausoleil, il a un tirage de 1000 exemplaires.
L'Écho de Ste-Marie-St-Raphaël est publié le 26 du mois depuis janvier 1999. Commandité par la municipalité, il a un tirage de 800 exemplaires.
L'Écho de Rogersville est publié le 22 du mois depuis février 2001. Commandité par la municipalité, il a un tirage de 800 exemplaires.
L'Écho de Shippagan est publié le 9 du mois depuis novembre 1999. Commandité par la municipalité, il a un tirage de 1 800 exemplaires.
L'Écho de Tracadie-Sheila est publié le 16 du mois depuis novembre 2001. Commandité par la municipalité, il a un tirage de 4 100 exemplaires.

#### ICI Bathurst
ICI Bathurst est publié le 15 du mois depuis janvier 2004. Non commandité par la municipalité, il a un tirage de 5000 exemplaires.

#### Succès
Succès est publié le 20 du mois depuis janvier 2004. Il est distribué aux gens d'affaires de toute la péninsule acadienne à un tirage de 2 500 exemplaires.

#### Super Rallye
Super Rallye est publié en décembre, mars, juin et septembre, à 500 exemplaires au coût de 20$ chacun. Il est publié depuis décembre 2003 et est disponible par la poste ou en kiosque.

#### Le Vacancier
Le Vacancier est publié chaque année le 30 juin à 30 000 exemplaires. Il est publié depuis 1999 et est gratuit.

### Disparues
L'Écho de Bertrand était un mensuel publié le 21 du mois à Bertrand entre janvier 2001 et décembre 2003. Commandité par la municipalité, il avait un tirage de 800 exemplaires. Il fut discontinué faute de moyens.
L'Écho de Caraquet était un mensuel publié le 18 du mois à Caraquet entre janvier 2000 et janvier 2004. Non commandité par la municipalité, il avait un tirage de 2 600 exemplaires mais fut remplacé par Ici Caraquet.
L'Écho de Grande-Anse était un mensuel publié le 20 du mois à Grande-Anse entre mai 1999 et mai 2001. Commandité par la municipalité, il avait un tirage de 500 exemplaires. Il fut discontinué faute de moyens.
L'Écho de Maisonnette était un mensuel publié le 20 du mois à Maisonnette entre septembre 1999 et avril 2002. Commandité par la municipalité, il avait un tirage de 400 exemplaires. Il fut discontinué faute de moyens.
L'Écho de Néguac était un mensuel publié le 15 du mois à Néguac de janvier 2002 à l'année 2003. Commandité par la municipalité, il avait un tirage de 900 exemplaires.
L'Écho de Paquetville était un mensuel publié le 21 du mois à Paquetville de janvier 2001 à l'année 2003. Non commandité par la municipalité, il avait un tirage de 800 exemplaires.
L'Écho d'ICI était un mensuel publié le 21 du mois à Saint-Isidore entre de janvier 2001 à l'année 2003. Non commandité par la municipalité, il avait un tirage de 700 exemplaires.
ICI Caraquet était publié le 18 du mois à Caraquet entre janvier et juillet 2004. Non commandité par la municipalité, il avait un tirage de 5 000 exemplaires. Il remplaçait L'Écho de Caraquet.